# П'єр Кінон
П'єр Жан Гі Кінон (фр. Pierre Jean Guy Quinon; нар. 20 лютого 1962, Ліон, Франція — 17 серпня 2011, Єр, Франція) — французький легкоатлет, що спеціалізується на стрибках з жердиною, олімпійський чемпіон 1984 року.

## Кар'єра
| Рік                 | Змагання                       | Місто                | Місце               | Примітки            |                     |
| Представник Франція | Представник Франція            | Представник Франція  | Представник Франція | Представник Франція | Представник Франція |
| ------------------- | ------------------------------ | -------------------- | ------------------- | ------------------- | ------------------- |
| 1981                | Чемпіонат Європи серед юніорів | Утрехт, Нідерланди   | 2                   | 5.30 м              |                     |
| 1982                | Чемпіонат Європи               | Афіни, Греція        | 12                  | 5.35 м              |                     |
| 1983                | Чемпіонат світу                | Гельсінкі, Фінляндія | —                   | NM                  |                     |
| 1984                | Чемпіонат Європи в приміщенні  | Гетеборг, Швеція     | 2                   | 5.75 м              |                     |
| 1984                | Олімпійські ігри               | Лос-Анджелес, США    | 1                   | 5.75 м              |                     |